# 2047 Smetana
2047 Smetana è un asteroide della fascia principale. Scoperto nel 1971, presenta un'orbita caratterizzata da un semiasse maggiore pari a 1,8720883 au e da un'eccentricità di 0,0033344, inclinata di 25,27941° rispetto all'eclittica.
L'asteroide è dedicato al compositore ceco Bedřich Smetana.
Nel 2013 ne è stata ipotizzata la probabile natura binaria, senza tuttavia assegnare un nome pur provvisorio al satellite. Le due componenti del sistema, distanti tra loro 6,3 km, avrebbero dimensioni di circa 3 km e 630 m. Il satellite orbiterebbe attorno al corpo principale in 22,43 ore.